# 메노디케
메노디케(Menodice)는 그리스 신화에 나오는 님프이다. 거인 사냥꾼 오리온의 딸이라고 하며, 드리오프스인의 왕 티오다마스와 결혼하여 미소년으로 이름난 힐라스를 낳았다. 힐라스는 트라키아 왕 케익스와 알키오네의 아들이라고도 한다. 티오다마스는 헤라클레스와 황소를 두고 시비를 벌인 끝에 살해되었으며, 힐라스는 아르고호의 모험 도중 샘의 님프에 의해 물 속으로 끌려들어가기 전까지 헤라클레스의 총애를 받으며 함께 다녔다. 